# 司馬晞
司馬 晞（しば き、316年 - 381年）は、中国の東晋の皇族。武陵威王。字は道叔。

## 経歴
琅邪王司馬睿（後の元帝）と王才人のあいだの子として生まれた。武陵王司馬喆（司馬睿の叔父の武陵王司馬澹の子）の後を嗣ぎ、大興元年（318年）に武陵王に封じられた。咸和初年に散騎常侍に任じられた。後に湘東郡を武陵国に加増され、左将軍に任じられた。鎮軍将軍に転じ、散騎常侍の任を加えられた。咸康8年（342年）、成帝の崩御にあたって、会稽王司馬昱や中書監の庾冰・中書令の何充・尚書令の諸葛恢らと共に顧命を受けた。康帝が即位すると、侍中・特進を加えられた。建元元年（343年）、秘書監を兼ねた。
永和元年（345年）1月、鎮軍大将軍・開府儀同三司となった。永和8年（352年）7月、太宰に転じた。太和初年、羽葆鼓吹・剣履上殿・入朝不趨・賛拝不名の特権を与えられたが、固辞した。司馬晞は学問はなかったが武才があり、桓温に忌避されるようになった。
咸安元年（371年）11月、簡文帝が即位すると、桓温は司馬晞とその子の司馬綜を免官するよう上表した。さらに桓温は新蔡王司馬晃を使嗾して、司馬晞と司馬綜が著作郎の殷涓や太宰長史の庾倩・掾の曹秀・舎人の劉彊らと反乱を計画したと誣告させた。司馬晞は収監されて、廷尉に送られた。司馬晞を処刑するよう上奏されたが、簡文帝は許さなかった。桓温は司馬晞を新安郡に移すよう上奏し、司馬晞は家族とともに新安に移された。殷涓らは一族とともに処刑され、新蔡王司馬晃は廃位されて衡陽郡に移された。
太元6年（381年）、新安で死去。享年は66。孝武帝により新寧郡王に追封された。太元12年（387年）、追って武陵国の封を戻された。

## 子女
- 司馬綜
- 司馬㻱（字は賢明、梁王司馬禧（武陵王司馬澹の実子で、梁王司馬肜の猶孫）の子の梁王司馬翹の後を嗣いだ）
- 司馬遵（後嗣）

## 伝記資料
- 『晋書』巻64 列伝第34